# Lacanobia aliena
Lacanobia aliena là một loài bướm đêm trong họ Noctuidae.